# 閻毓偉
閻毓偉，山西太原府清徐縣王答里人，清朝政治人物，同進士出身。

## 生平
順治八年鄉試中舉，順治九年，登進士，授江西吉安府推官，行取吏部考功司壬事，后升任户部文選司員外郎。丙午陝西副主考官。再升任刑部四川司郎中、鎮寧州知州。